# Hedyosmum mexicanum
El agüillo, manglillo o guardalagua (Hedyosmum mexicanum) es una especie de planta de la familia Chloranthaceae, que se encuentra desde el centro de México y Guatemala, hasta Costa Rica y Panamá, principalmente entre los 1.100 a 3.300 m de altitud. Está amenazada por pérdida de hábitat.

## Descripción
Es un árbol de 4 a 12 m de altura; presenta raíces fúlcreas en la base del tronco y ramitas glabras, muy quebradizas. Las hojas son simples, opuestas, de 10 a 25 cm de largo por 2 a 6,5 cm de ancho, lanceoladas a oblanceoladas, glabras en ambas superficies, con borde aserrado. Inflorescencias masculinas en espigas o amentos de 3 a 13 cm de largo; femeninas en forma de cono de hasta 5 cm por 3,5 cm. Flores de color verde. Las infrutescencias globosas o capitadas maduras alcanzan 3 a 5 cm por 1,5 a 3 cm, de color blanco, amarillento a verde brillante, carnosas. Los frutos son drupas de 3 a 4 mm de largo, con semillas pardas o negras, asimétricas, de 3 a 4 por 2,5 mm.